# Cinclodes comechingonus
A Cinclodes comechingonus a madarak (Aves) osztályának verébalakúak (Passeriformes) rendjébe és a fazekasmadár-félék (Furnariidae) családjába tartozó faj.

## Rendszerezése
A fajt Ángel Zotta és Héctor Gavio írták le 1944-ben.

## Előfordulása
Argentína területén honos. Természetes élőhelye a szubtrópusi vagy trópusi sziklás, füves puszták. Vonuló faj.

## Megjelenése
Testhossza 17 centiméter, testtömege 49-55 gramm.

## Életmódja
Ízeltlábúakkal táplálkozik.

## Természetvédelmi helyzete
Az elterjedési területe kicsi, egyedszáma ugyan csökken, de még nem éri el a kritikus szintet. A Természetvédelmi Világszövetség Vörös listáján nem fenyegetett fajként szerepel.